# Albrechtice u Českého Těšína
Albrechtice u Českého Těšína – stacja kolejowa w Olbrachcicach (okres Karwina) pod adresem Nádražní 506, w kraju morawsko-śląskim, w Czechach. Stacja znajduje się na wysokości 265 m n.p.m. i leży na linii kolejowej nr 321.
Stacja została otwarta 31 lipca 1963 r., wcześniej niedaleko obecnej stacji (na tej samej linii kolejowej) funkcjonował przystanek osobowy o takiej samej nazwie. Stacja posiada dwie krawędzie peronowe z peronem wyspowym, znajduje się tu również magazyn przystacyjny z rampą. W budynku dworcowym połączonym z nastawnią czynna jest kasa biletowa, toalety i automat do elektronicznego zakupu biletów.